# Daïra de Sidi Ameur
La Daïra de Sidi Ameur est une circonscription administrative algérienne située dans la wilaya de M'Sila. Son chef-lieu est situé sur la commune éponyme de Sidi Ameur.
La daïra regroupe les deux communes de Sidi Ameur et Tamsa.